# Hidrofilia

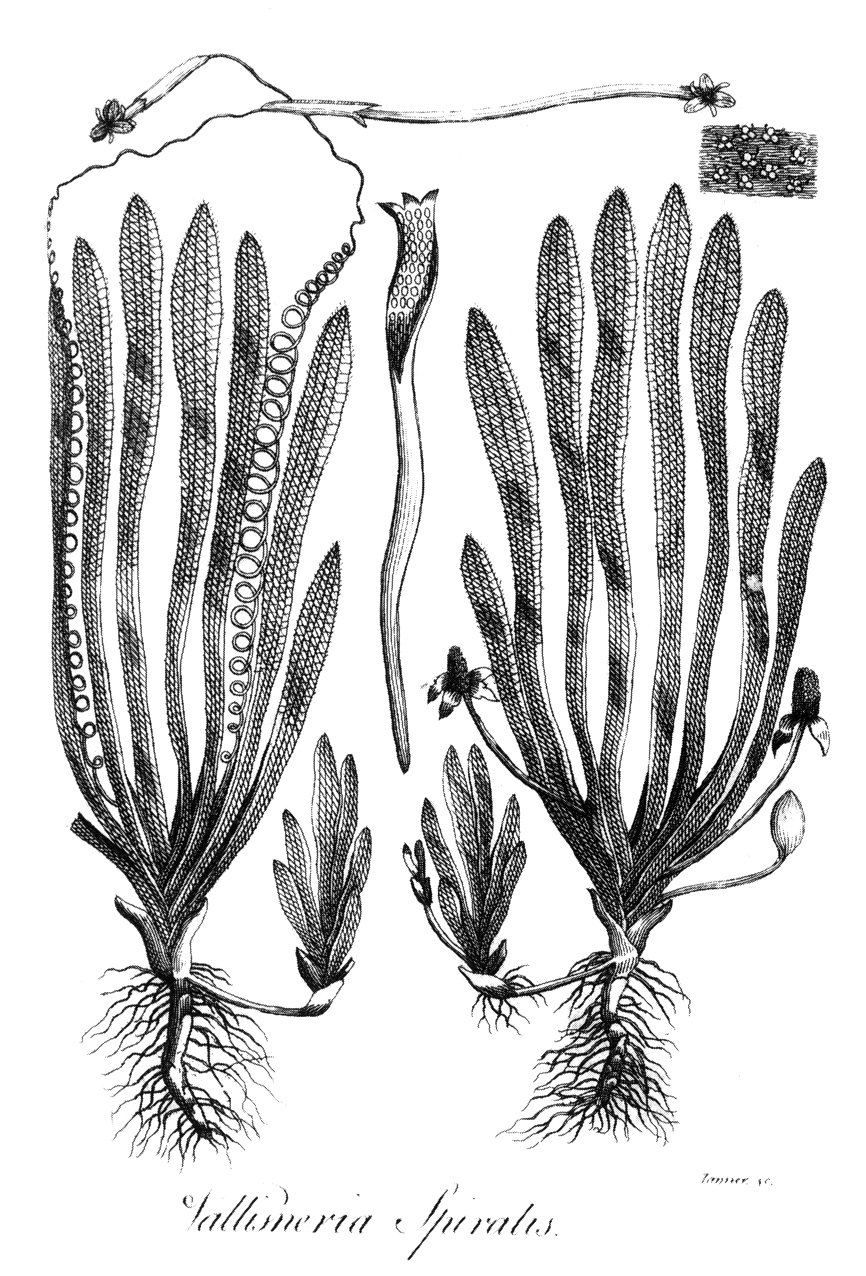
Vallisneria spiralis es un conocido ejemplo de especie hidrófila. Las flores femeninas suben temporalmente a la superficie del agua para ser polinizadas.

En botánica se denomina hidrofilia a la adaptación de muchas plantas espermatofitas que aseguran su polinización por medio del agua. Se presenta solo en muy pocas Angiospermas. En las especies que presentan flores erectas, con forma de disco y cóncavas (ejemplo, Ranunculus) el agua de lluvia puede provocar la autopolinización al salpicar y llevar granos de polen hacia el estigma de la propia flor. Como mecanismo adaptativo no está muy difundido, ni siquiera entre las especies acuáticas.
Una adaptación muy importante en las especies hidrófilas es la capacidad de flotación del polen (por ejemplo, en Callitriche) o de las flores masculinas en otras especies. Así, en Vallisneria y Elodea las flores masculinas que se forman cerca del lecho donde habitan, se desprenden de la planta y suben hasta la superficie donde flotan hasta alcanzar las flores femeninas de la misma especie. Estas últimas, llegan temporalmente hasta la superficie, lugar en el que son polinizadas. En otros casos (Ceratophyllum, Najas, Posidonia y Zostera), el polen no llega a la superficie del agua y es transportado por las corrientes de agua hasta llegar a los estigmas de las flores femeninas.
En Ceratophyllum los estambres se rompen por formación de burbujas de aire en el aerénquima, llegando a veces a desprenderse y subir a la superficie y el polen es globoso y rico en gránulos de almidón.